# リスベルク
リスベルク (ドイツ語: Lisberg) はドイツ連邦共和国バイエルン州オーバーフランケン行政管区のバンベルク郡に属する自治体で、リスベルク行政共同体の本部所在地。この町村（以下、本項では便宜上「町」と記述する）は、シュタイガーヴァルト内に位置する。

## 地理

### 自治体の構成
この町は、公式には4つの地区 (Ort)からなる。このうち孤立農場などを除く集落を以下に列記する。
- リスベルク
- トラベルスドルフ

## 歴史

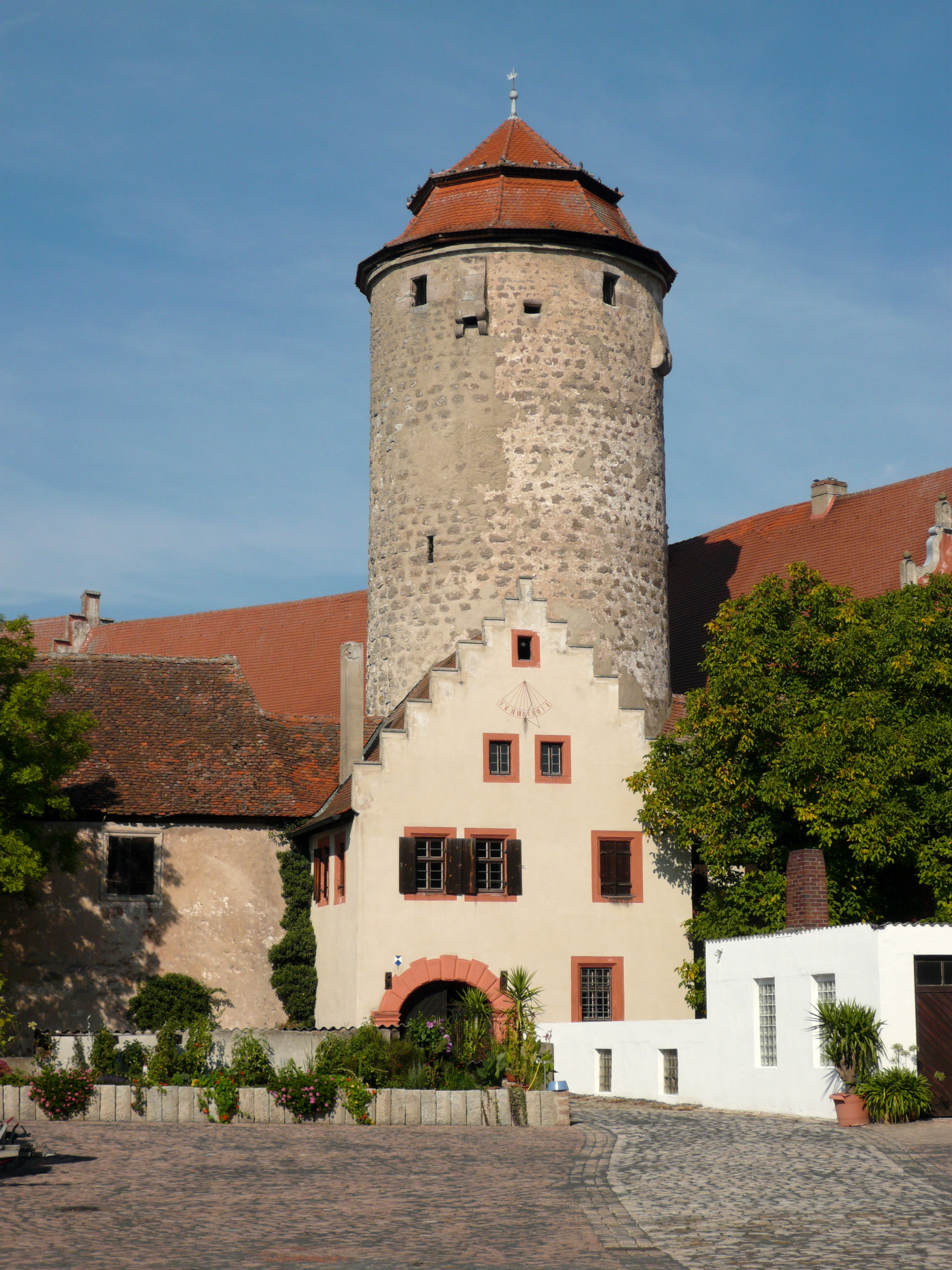
リスベルク城

リスベルクはリスベルク城によって古くから広く知られていた。この城は820年の贈与証明書に記載があり、ドイツの現在知られている城のうち、最も古いものの一つである。1600年から1707年にミュンスター男爵家のプロテスタントを信仰する一門が、その後1790年まではカトリックを信仰する一門がリスベルクに拠点を構えた。この城は現在、私有物となっている。時折、城の中庭でコンサートが開かれている。
トラベルスドルフの城は、1664年にオストハイム元帥が獲得し、1700年に新しく建て直した。現在はリスベルク行政共同体庁舎と診療所に使われている。
1806年、ライン同盟によってミュンスター＝リスベルク男爵領はバイエルン領に編入された。自治体としての現在のリスベルクは、1978年にそれまで独立の自治体であったリスベルクとトラベルスドルフが合併して成立した。
リスベルクの南の高台の上に約130基の墓石があるユダヤ人墓地がある。1825年にはリスベルクに17家族のユダヤ人が暮らしていた。20世紀初めにはその数は減少し、1910年頃シナゴーグが売却された。

## 行政
首長は、ミヒャエル・ベルクラープ (ÜPL)。

## 文化とスポーツ
リスベルクは、定期的に開催されるシュタイガーヴァルト周辺をコースとする自転車競技大会である"Donnersbergklassikers"の開催地となっている。

## 引用
1. ↑  https://www.statistikdaten.bayern.de/genesis/online?operation=result&code=12411-003r&leerzeilen=false&language=de Genesis-Online-Datenbank des Bayerischen Landesamtes für Statistik Tabelle 12411-003r Fortschreibung des Bevölkerungsstandes: Gemeinden, Stichtag (Einwohnerzahlen auf Grundlage des Zensus 2011)
2. ↑  Bayerische Landesbibliothek Online